# Вальдемар Павляк
Вальде́мар Па́вляк (пол. Waldemar Pawlak; нар. 5 вересня 1959, Модель, Мазовецьке воєводство, ПНР) — польський політик і громадський діяч. У 1985–1989 був членом Об'єднаної селянської партії, в 1989–1990 — ПСП «Відродження», з 1990 — ПСП. У 1991–1997 очолював Верховний виконавчий комітет ПСП, в 2005 знову обраний на цю посаду. З 1992 голова Головного правління Спілки добровільної пожежної охорони.

## Життєпис
У 1984 році закінчив факультет автомобільного та будівельного машинобудування Варшавського технологічного університету.
З 5 червня по 10 липня 1992 і з 26 жовтня 1993 по 1 березня 1995 був прем'єр-міністром Польщі. 
У 1995 виставив свою кандидатуру на президентських виборах (вони пройшли через кілька днів після відходу Павляка з поста прем'єр-міністра), однак зазнав поразки, набравши в першому турі 4,3% голосів і опинившись на п'ятому місці в першому турі.
Після парламентських виборів у 2007 році увійшов до коаліції з Громадянською платформою і став міністром економіки та віце-прем'єром Польщі в уряді Дональда Туска.
У 2010 році брав участь у президентських виборах, зайнявши 5 місце. Член Ради національної безпеки з травня 2010 року.
У жовтні 2011 року очолювана ним Польська народна партія (PSL) на парламентських виборах посіла четверте місце з 8,36% голосів виборців і отримала 28 місць у Сеймі.